# 對不起，我愛你 (日本電視劇)
《對不起，我愛你》，2017年7月起於日本TBS電視台周日劇場時段（21:00 - 21:54，JST）播出的電視連續劇，由淺野妙子編劇、長瀨智也主演。本劇改編自2004年的韓國電視劇《對不起，我愛你》。

## 劇情概要
自小被母親拋棄的岡崎律（長瀬智也 飾），每天過著在底層社會打滾的日子。而律在偶然間，出手救了差點落入黑社會人士手中的三田凜華（吉岡里帆 飾）......沒想到，此次卻成為足以改變兩人命運的一次相遇。
某天，律因一樁事件致使腦部受到重創，甚至被告知餘命不久。於是律下定決心在剩餘的時間內，找到自己的生母。但律終於找到母親日向麗子（大竹忍 飾）時，卻發現母親已另組織了一個美滿的家庭，擁有了一個既才華洋溢又優秀的兒子日向悟（坂口健太郎 飾）。看著兩人幸福的模樣，那份愛與恨同時在律的內心糾結著......。

## 副聲道
此劇第1集推出「副音道」，由知名聲優神谷浩史聲音出演原版劇中李洙赫所飾演的人物。

## 主要角色
| 演員                            | 角色       | 備註                                     |
| 長瀬智也                        | 岡崎律     |                                          |
| 吉岡里帆                        | 三田凛華   | 日向悟的助理、服裝師。                   |
| 坂口健太郎                      | 日向悟     | 鋼琴家。                                 |
| 大竹忍                          | 日向麗子   | 天才鋼琴家，岡崎律、日向悟的母親。       |
| 池脇千鶴                        | 河合若菜   | 岡崎律在育幼院比較照顧的妹妹。           |
| 大智                            | 河合魚     | 河合若菜的兒子。                         |
| 大西禮芳                        | 古澤塔子   | 薩克斯風演奏家。                         |
| 山路和弘                        | 黑川龍臣   | 音樂指揮家，岡崎律的父親。               |
| 草村禮子                        | 立花智子   | 育幼院院長。                             |
| 六角精兒                        | 加賀美修平 | 自由撰稿人。                             |
| 中村梅雀                        | 三田恒夫   | 日向麗子的經紀人兼司機，三田凛華的父親。 |
| 李洙赫 （副聲道配音：神谷浩史） | Be Ran     | 韓國黑社會「東花組」老大。               |

## 幕後班底
- 原作：2004年韓國電視劇《對不起，我愛你》（劇本：李慶熙）
- 劇本：淺野妙子
- 導演：石井康晴（日语：石井康晴）、水田成英（日语：水田成英）、植田尚（日语：植田尚）
- 配樂：吉俣良
- 主題曲：〈Forevermore〉宇多田光（史詩唱片日本）
- 製作人：清水真由美（MMJ（日语：メディアミックス・ジャパン））
- 統籌：磯山晶
- 出品：TBS電視台

## 播出日程與收視率
| 集數                                                    | 播出日期 | 標題 （日文原標題）                           | 導演     | 收視率 |
| ------------------------------------------------------- | -------- | --------------------------------------------- | -------- | ------ |
| 1                                                       | 7月09日  | 孤獨男子突然得知的餘命宣告…此一悲傷之愛的故事 | 石井康晴 | 09.8%  |
| 2                                                       | 7月16日  | 我是妳不要的孩子嗎…對母親許下的哀傷復仇       | 水田成英 | 10.0%  |
| 3                                                       | 7月23日  | 可以對我唱首搖籃曲嗎                          | 石井康晴 | 09.5%  |
| 4                                                       | 7月30日  | 死亡分分鐘逼近...永遠待在我身邊               | 植田尚   | 09.2%  |
| 5                                                       | 8月13日  | 命運的第2章！回報的愛…母親給予的唯一寶物      | 水田成英 | 09.4%  |
| 6                                                       | 8月20日  | 瞬間投向哥哥的幸福…逼近弟弟的悲劇腳步聲       | 植田尚   | 09.5%  |
| 7                                                       | 8月27日  | 不對這份感情說謊！在生死交關時搖擺的愛情      | 石井康晴 | 08.0%  |
| 8                                                       | 9月03日  | 奇蹟發生…希望與絕望的最後答案是？             | 水田成英 | 09.2%  |
| 9                                                       | 9月10日  | 最終章！你是我弟弟…被揭曉的所有前因後果       | 植田尚   | 09.8%  |
| 10                                                      | 9月17日  | 最終回！相遇真好…出生在這世上真好             | 石井康晴 | 12.8%  |
| 平均收視率%（收視率由Video Research於日本關東地區統計） |          |                                               |          |        |

- 註：第一集擴大25分鐘、第二集擴大15分鐘、第六集擴大10分鐘。
- 註：8月6日因為播出2017年世界田徑錦標賽，故暫停播出一次。

## 外部連結
- TBS電視台官方網站 （页面存档备份，存于）
- 對不起，我愛你的X（前Twitter）
- 對不起，我愛你的Instagram帳戶

## 節目的變遷
| TBS電視台系列 TBS電視台周日劇場     | TBS電視台系列 TBS電視台周日劇場        | TBS電視台系列 TBS電視台周日劇場 |
| ----------------------------------- | -------------------------------------- | ------------------------------- |
|                                     | 對不起，我愛你 （2017.7.9－2017.9.17） |                                 |
| 使命和正義 （2017.4.16－2017.6.18） | 陸王 （2017.10.15－2017.12.24）        |                                 |